# آلبر بووه
آلبر بووه (انگلیسی: Albert Bouvet; ۲۸ فوریهٔ ۱۹۳۰ – ۲۰ مهٔ ۲۰۱۷) ورزشکار دوچرخه‌سواری پیست اهل فرانسه بود.
وی در مسابقات کشوری و بین‌المللی در مجموع برندهٔ ۲ مدال نقره شده‌است.